# Gringsboberget
Gringsboberget är ett berg som är beläget mellan Bergslagsbanan, E16, länsväg W 861 och "byn" Gringsbo i Falu kommun (Hosjö församling), cirka 1,5–2 mil öster om centralorten. Berget täcks av barrskog med en del hyggen. Toppen når cirka 285 m ö.h. och cirka 55–135 meter över omgivningen (beroende på sida). Berget har på flera sidor ganska branta sluttningar.